# 701
701 (DCCI) var ett normalår som började en lördag i den julianska kalendern.

## Händelser

### Oktober
- 30 oktober – Sedan Sergius I har avlidit den 8 september väljs Johannes VI till påve.[1]

## Födda
- Li Bai, kinesisk poet och skald.

## Avlidna
- 8 september – Sergius I, helgon, påve sedan 687.